# Капустинское сельское поселение
Капустинское сельское поселение — упразднённое муниципальное образование в составе Новодугинского района Смоленской области России.
Административный центр — деревня Капустино.
Образовано законом от 20 декабря 2004 года. Упразднено законом от 28 мая 2015 года с включением всех входивших в его состав населённых пунктов в Тёсовское сельское поселение.

## Географические данные
- Общая площадь: 125,6 км²
- Расположение:  юго-восточная часть Новодугинского района
- Граничило:
  - на севере — с Новодугинским сельским поселением
  - на востоке — с Тесовским сельским поселением
  - на юге — с Вяземским районом
  - на западе — с Высоковским сельским поселением
- Крупные реки: Касня, Аболонка.

## Население
| 2011 | 2012 | 2013 | 2014 | 2015 |
| ---- | ---- | ---- | ---- | ---- |
| 222  | ↘210 | ↘205 | ↘201 | ↗202 |

## Населённые пункты
На территории поселения находилось 18 населённых пунктов:
- Капустино, деревня
- Аббакумово, деревня
- Алхимово, деревня
- Белоусово, деревня
- Блиново, деревня
- Головино, деревня
- Забелино, деревня
- Игнатково, деревня
- Курбатово, деревня
- Лашкино, деревня
- Марково, деревня
- Минино, деревня
- Поплясуха, деревня
- Решетниково, деревня
- Самоскли, деревня
- Свозки, деревня
- Усадище, деревня
- Яблонька, деревня

## Экономика
Сельхозпредприятия, магазины.